# Suusaaret (ö i Mellersta Finland)
Suusaaret är en ögrupp i Finland. Den ligger i sjön Päijänne och i kommunen Luhango i den ekonomiska regionen  Joutsa  och landskapet Mellersta Finland, i den södra delen av landet, 180 km norr om huvudstaden Helsingfors. Öns area är 3,8 hektar och dess största längd är 300 meter i öst-västlig riktning.  Notera att namnet antyder att det är fråga om flera öar.